# Gran Premio Costa degli Etruschi 2004
Il Gran Premio Costa degli Etruschi 2004, nona edizione della corsa, si svolse l'8 febbraio 2004 e fu vinta dall'ucraino Yuriy Metlushenko della Landbouwkrediet-Colnago che bissò il successo di due anni prima imponendosi in volata sull'estone Andrus Aug e sull'italiano Crescenzo D'Amore.

## Ordine d'arrivo (Top 10)
| Pos. | Corridore          | Squadra         | Tempo    |
| ---- | ------------------ | --------------- | -------- |
| 1    | Yuriy Metlushenko  | Landbouwkrediet | 4h58'40" |
| 2    | Andrus Aug         | Domina Vacanze  | s.t.     |
| 3    | Crescenzo D'Amore  | Acqua & Sapone  | s.t.     |
| 4    | Elio Aggiano       | Team LPR        | s.t.     |
| 5    | Andrea Ferrigato   | Acqua & Sapone  | s.t.     |
| 6    | Massimiliano Mori  | Domina Vacanze  | s.t.     |
| 7    | Matteo Tosatto     | Fassa Bortolo   | s.t.     |
| 8    | Mauro Santambrogio | Team LPR        | s.t.     |
| 9    | Fabio Borghesi     | Miche           | s.t.     |
| 10   | Nicola Loda        | Tenax-Menikini  | s.t.     |